# Nónfjall (Suðuroy)
Nónfjall è un rilievo alto 367 metri sul mare situata sull'isola di Suðuroy, situata nell'arcipelago delle Isole Fær Øer, in Danimarca.